# ألبيرتو توريل
ألبيرتو توريل (بالإسبانية: Alberto Toril) (7 يوليو 1973 بمقاطعة قرطبة في إسبانيا - ) هو مدرب كرة قدم ولاعب كرة قدم إسباني في مركز الوسط. شارك مع منتخب إسبانيا تحت 16 سنة لكرة القدم ومنتخب إسبانيا تحت 18 سنة لكرة القدم ومنتخب إسبانيا تحت 21 سنة لكرة القدم. أما مع النوادي، فقد لعب مع إسبانيول وراسينغ فيرول وريال مدريد كاستيا وريال مدريد وسلتا فيغو ونادي ألباسيتي ونادي إكستريمادورا ونومانسيا.

## روابط خارجية
- ألبيرتو توريل على موقع قاعدة بيانات كرة القدم.إي يو (الإنجليزية)
- ألبيرتو توريل على موقع عالم كرة القدم.نت (الإنجليزية)